# Lábios alongados

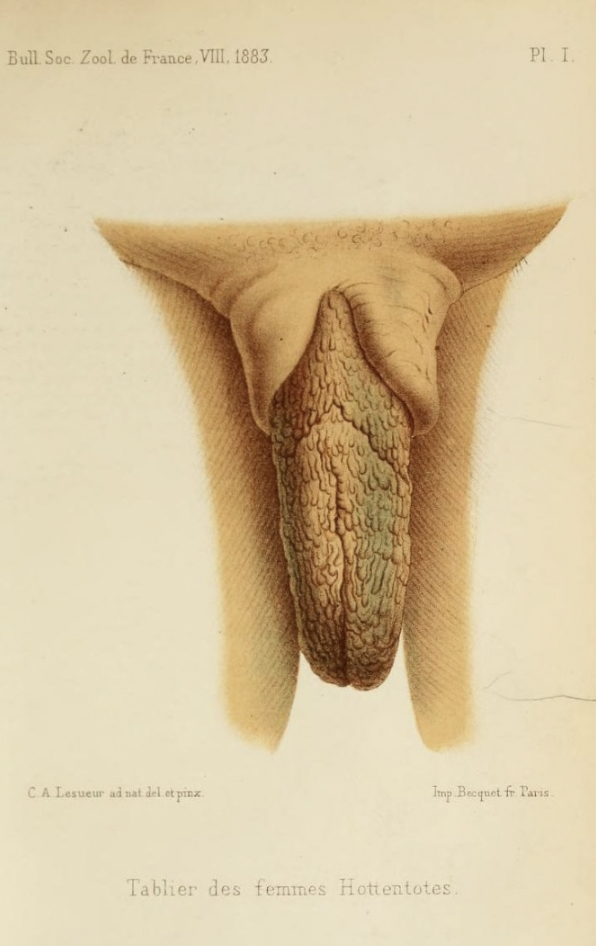
Close-up de lábios aumentados, em pé

Lábios alongados (também conhecidos como sinus pudoris ou macronympha, e, coloquialmente, como avental khoikhoi ou avental hottentote) é uma característica de certas Khoekhoe e de outras mulheres africanas que desenvolvem, seja de forma natural ou por meio do alongamento, lábios menores relativamente alongados, os quais podem pender até 4 polegadas (10 cm) para fora do restante da vulva quando estão em posição ereta.

## História
A designação "avental" aparentemente surgiu da tendência das primeiras descrições europeias de identificar erroneamente o par de lábios como um único órgão largo, que eles chamavam, em francês, de tablier, ou "avental".
As características desse traço eram conhecidas já na década de 1680, sendo a primeira menção europeia feita por Anderson e Iverson, que visitaram o Cabo da Boa Esperança em 1644, em relação aos Hottentotes daquela região, mas passou a ser amplamente documentada no final do século XVIII e no século XIX. O caso de Sarah Baartman foi significativo. Durante muitos anos, a identificação de Baartman foi questionada, pois ela apresentava essa característica. Historicamente, dizia-se que lábios menores alongados eram retratados por um "Negro". Por conta dessa característica, Baartman foi considerada parte da chamada "raça inferior".
Quando o Capitão James Cook chegou a Cidade do Cabo em 1771, próximo ao fim de sua primeira viagem, ele afirmou estar “muito desejoso de determinar a grande questão entre os historiadores naturais, se as mulheres deste país possuem ou não aquela aba carnuda ou avental que tem sido chamado de 'sinus pudoris'”; eventualmente, um médico descreveu tratar pacientes com lábios medindo de 1/2 a 3 or 4 polegadas (1,3 a 2,5 cm) de comprimento.
Na África Oriental, Monica Wilson registrou o costume através de seu trabalho de campo com o Povo Nyakyusa na década de 1930, e na África Austral Isaac Schapera trabalhou com o Povo Nama, o maior grupo dentre os Khoikhoi, tendo também discutido o alongamento dos lábios em The Khoisan Peoples of South Africa (1930). Segundo Schapera, foi observado que algumas mulheres exibiam lábios menores alongados que, às vezes, projetavam-se até 10 cm abaixo da vulva quando em pé. Houve debate entre esses primeiros antropólogos sobre se, e em que circunstâncias, tais casos de lábios alongados deveriam ser considerados uma característica fisiológica ou o resultado de manipulação artificial.

## Práticas culturais
Os lábios podem ser modelados pelo alongamento, uma prática familiar geralmente realizada por uma tia mais velha em meninas a partir dos cinco anos de idade. Essa prática anteriormente se enquadrava na categoria de Tipo IV de mutilação genital feminina, mas em 2008 a Organização Mundial da Saúde reclassificou a prática como um procedimento de modificação corporal devido à percepção de ausência de danos e à percepção positiva da sexualidade feminina por parte de quem a pratica.

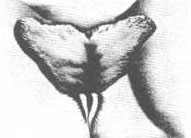
Close-up de lábios aumentados, abertos
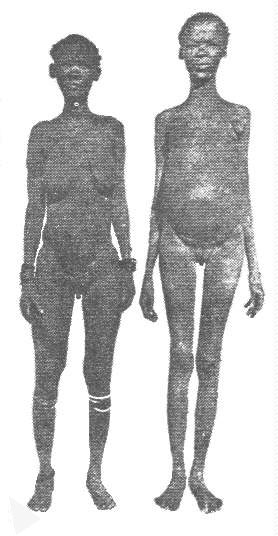
Mulheres khoikhoi com lábios aumentados